# Миар, Алексис
Алексис Миар (англ. Alexis Miart; род. 20 февраля 1992 года в Париже, Франция) — французский фигурист, выступающий в танцах на льду с Тиффани Загорски. Они — бронзовые призёры чемпионата Франции 2012 года. По состоянию на июнь 2011 года занимают 27-е место в рейтинге Международного союза конькобежцев (ИСУ).

## Семья
Алексис родился в Париже. Он имеет 2 старших братьев. В настоящее время живёт и тренируется в Лионе.

## Карьера
Алекс начал заниматься фигурным катанием в возрасте 8 лет. Он думал что его пригласили в секцию хоккея. Своё обучение он начал на катке «Cergy» не далеко от Парижа в одной группе с Флораном Амодио, однако многие[кто?] говорили ему что он больше подходит для танцев чем для одиночного катания. В сентябре 2008 года он переехал в Лион к Мюриэль Зазуи и начал своё обучение танцам на льду.
В марте 2009 года Алексиса поставили в пару с Тиффани Загорски. К сезону 2010—2011 они подошли в очень хорошей форме и после 4-го места на этапе юниорского Гран-при в румынском Брашове они взяли серебро в Чехии. На юниорском чемпионате мира в коротком танце была допущена ошибка на твиззлах, которая отбросила пару на 9 место. Однако благодаря идеальному исполнению произвольного танца, в котором по техники пара заняла 1 место они оказались в итоге четвёртыми.

## Программы
| Сезон     | Короткий танец                      | Произвольный танец                                                                 | Показательная программа                       |
| --------- | ----------------------------------- | ---------------------------------------------------------------------------------- | --------------------------------------------- |
| 2011—2012 | Marcia Baila Les Rita Mitsouko      | Саундтрек к фильму «Бриолин»                                                       |                                               |
| 2010—2011 | Венский вальс: J’envoie Valser Зази | I like it like that Пете Родригес Ain't No Sunshine Билл Уизерс Mujer Latina Талия | Саундтрек к фильму «Пятый элемент» Эрик Серра |
| Сезон     | Оригинальный танец                  | Произвольный танец                                                                 | Показательная программа                       |
| 2009—2010 | Народный танец: Фламенко            | Саундтрек к фильму «Пятый элемент» Эрик Серра                                      |                                               |

## Спортивные достижения
| Соревнования                           | 2009—2010 | 2010—2011 | 2011—2012 |
| -------------------------------------- | --------- | --------- | --------- |
| Чемпионаты Европы                      |           |           | 21        |
| Чемпионаты мира среди юниоров          |           | 4         |           |
| Чемпионаты Франции                     |           |           | 3         |
| Чемпионаты Франции среди юниоров       | 4J        | 3J        |           |
| Международный кубок Ниццы              |           |           |           |
| NRW Trophy                             | 5J        | 1J        |           |
| Lyon International                     |           | 2J        | 1         |
| Этапы Гран-при среди юниоров, Румыния  |           | 4         |           |
| Этапы Гран-при среди юниоров, Чехия    |           | 2         |           |
| Этапы Гран-при среди юниоров, Беларусь | 10        |           |           |

- J = юниорский уровень